# Li Huaixian
Li Huaixian (chinês tradicional: 李懷仙) (falecido em 8 de julho de 768) foi um general do estado rebelde chinês Yan, que mais tarde se submeteu e tornou-se general da dinastia Tang, da qual Yan havia se rebelado, como foi o caso de vários outros generais de Yan que se submeteram à Tang, mas que tinham consideráveis exércitos e territórios, a Li foi permitido manter seu comando e território, semi-independente da estrutura governamental imperial Tang. No entanto, ao contrário dos outros, ele não conseguiu manter-se no poder por muito tempo e foi assassinado em 8 de julho de 768 por seus subordinados Zhu Xicai, Zhu Ci e Zhu Tao.

## Vida pessoal
Não se sabe quando Li Huaixian nasceu, mas sabe-se que ele era natural de Liucheng (柳城, na moderna Chaoyang, Liaoning) e que era descendente dos Xiongnu. Sua família havia servido aos Khitan por gerações, mas ele tornou-se súdito da dinastia Tang e ingressou como oficial militar Tang na Prefeitura de Ying (營州, ou seja, Liucheng). Mais tarde, ele serviu sob o general Tang An Lushan.

## Durante a Rebelião de An-Shi
An Lushan se rebelou contra o governo do Imperador Xuanzong da Dinastia Tang no final de 755, e Li Huaixian, servindo sob An, participou da campanha de An para capturar os territórios centrais da Tang, nos quais An estabeleceu o estado de Yan como seu imperador. Na primavera de 756, Li participou da campanha liderada pelo colega general Yan, Linghu Chao (令狐潮), contra a cidade de Yongqiu, defendida pelo general Tang Zhang Xun, mas os generais Yan não conseguiram capturar Yongqiu e eventualmente foram obrigados a se retirar. Mais tarde, ele serviu sucessivamente aos três próximos imperadores Yan - o filho de An Lushan, An Qingxu, o grande general de An Lushan, Shi Siming, e o filho de Shi Siming, Shi Chaoyi. Após Shi Chaoyi ter sucedido ao trono de Yan após assassinar seu pai Shi Siming em 761, ele tornou Li prefeito da cidade-chave de Fanyang. Segundo o historiador da dinastia Tang, Ping Zhimei (平致美), cujo Jimen Jiluan (薊門紀亂) não está mais disponível, mas é frequentemente citado em outras obras, quando Li chegou a Fanyang, a cidade estava em estado de perturbação após vários generais Yan em Fanyang terem lutado e se matado em batalhas de rua na confusão após a morte de Shi Siming, e foi Li quem reprimiu a perturbação e restaurou a ordem.
Após um exército conjunto Tang e Huige derrotar decisivamente Shi Chaoyi e recapturar a capital de Shi Chaoyi, Luoyang, Shi Chaoyi fugiu para o norte em direção a Fanyang. Antes que Shi Chaoyi chegasse a Fanyang, no entanto, Li enviou mensageiros ao poderoso eunuco Tang Luo Fengxian (駱奉仙) e ofereceu-se para submeter-se ao Tang. Ele enviou seu subordinado Li Baozhong (李抱忠) para o Condado de Fanyang (uma cidade próxima, mas não a mesma, que Fanyang) para bloquear o caminho de Shi Chaoyi, e Shi Chaoyi, incapaz de capturar o Condado de Fanyang, fugiu ainda mais para o norte. Li Huaixian enviou um exército para persegui-lo, e Shi Chaoyi, acreditando que a situação era desesperadora, cometeu suicídio. Li Huaixian cortou a cabeça de Shi Chaoyi e a apresentou ao neto do Imperador Xuanzong, Imperador Daizong, encerrando a Rebelião Anshi.

## Após a Rebelião de An-Shi
Após a submissão de Li Huaixian, o governo imperial Tang hesitou em movê-lo, temendo outra rebelião, e sob sugestão do general Pugu Huai'en, Li Huaixian, junto com os colegas generais Yan Xue Song, Li Baochen e Tian Chengsi, foram autorizados a manter seus territórios, e ele foi nomeado governador militar (jiedushi) do Circuito de Lulong (盧龍, com sede em Pequim moderna), composto por seis prefeituras que ele controlava. Os quatro antigos generais Yan formaram alianças entre si, bem como com outros dois governadores militares, Li Zhengji e Liang Chongyi, esperando poder passar seus territórios para seus descendentes, semiautônomos do governo imperial Tang, mantendo seus exércitos e impostos sem submetê-los ao governo imperial. No entanto, no verão de 768, os subordinados de Li Huaixian, Zhu Xicai, Zhu Ci e o irmão de Zhu Ci, Zhu Tao, se rebelaram contra Li Huaixian e o mataram. Zhu Xicai assumiu o comando do circuito. Li Baochen, que era amigo de Li Huaixian e lamentou sua morte, enviou um exército para atacar Zhu Xicai, mas foi derrotado por Zhu Xicai. O governo imperial Tang foi posteriormente obrigado a reconhecer Zhu Xicai como o novo governador militar.